# Parafia św. Prokopa w Konecku
Parafia Świętego Prokopa w Konecku - rzymskokatolicka parafia położona we wsi Koneck. Administracyjnie należy do diecezji włocławskiej (dekanat bądkowski). 
Odpust parafialny odbywa się w uroczystość św. Prokopa - 8 lipca.

## Duszpasterze
- proboszcz: ks. kan. Jan Radaszewski (od 1995) - dziekan dekanatu bądkowskiego

## Kościoły
- kościół parafialny: Kościół św. Prokopa w Konecku